# Anthurium venosum
Anthurium venosum är en kallaväxtart som beskrevs av August Heinrich Rudolf Grisebach. Anthurium venosum ingår i släktet Anthurium och familjen kallaväxter. Inga underarter finns listade.